# Xizhen
Xizhen (kinesiska: 西镇, 西镇乡) är en socken i Kina. Den ligger i provinsen Shanxi, i den norra delen av landet, omkring 100 kilometer norr om provinshuvudstaden Taiyuan. Antalet invånare är 30 614. Befolkningen består av 15 065 kvinnor och 15 549 män. Barn under 15 år utgör 16,0 %, vuxna 15-64 år 72 %, och äldre över 65 år 11,0 %.
Genomsnittlig årsnederbörd är 600 millimeter. Den regnigaste månaden är juli, med i genomsnitt 168 mm nederbörd, och den torraste är januari, med 3 mm nederbörd.